# Haynal Imre Egészségtudományi Egyetem
A Haynal Imre Egészségtudományi Egyetem (rövidítve: HIETE, korábbi nevén: Orvostovábbképző Intézet/Egyetem, OTKI/OTE) 1956-tól 1999 utolsó napjáig működő felsőoktatási intézmény volt. Székhelye mindvégig Budapest XIII. kerületében, a Szabolcs utcai úgynevezett zsidókórházban (a korábbi Pesti Izraelita Kórházban), megalakuláskori nevén: Szabolcs utcai Állami Kórházban volt.

## Története
A magyarországi orvostovábbképzés hagyománya 1883-ig vezethető vissza, de az első önálló intézmény az 1956. január 1-jén létrehozott Orvostovábbképző Intézet – a HIETE közvetlen jogelődje – volt. A szervezet megalapításában kiemelkedő szerepe volt Weil Emilnek és Doleschall Frigyesnek. Az OTKI hazai egyetemekkel és vezető kórházakkal együttműködve kezdte meg az orvostovábbképzés szervezését, első igazgatója is Doleschall Frigyes lett (egy év múltán egészségügyi miniszterré nevezték ki).
1961-ben 21 tanszéket állítottak fel, 1970-ben az Egészségügyi Minisztérium közvetlen irányítása alá került, s 1971-ben vált egyetemi rangú felsőoktatási intézménnyé. 1975-ben indult az Egészségügyi Főiskolai Kar, ahol az olyan, főiskolai végzettséget igénylő szakképzések zajlottak, mint például a dietetikus, védőnő, gyógytornász stb. 1976-tól új szervezeti formában működött tovább az OTKI, amilyenben például az Országos Kórbonctani Intézet vagy az Országos Dietetikai Intézet is.
Elnevezése 1986. szeptember 1-től változott Orvostovábbképző Egyetemre (rövidítve: OTE). 1993 tanévnyitóján pedig névadó ünnepség keretében vette fel Haynal Imre nevét.
Az intézménynek 1994-ben 147 oktatója és 1296 hallgatója volt, és a következő szakokon lehetett szakképesítést szerezni: klinikai szakpszichológus, dietetikus, diplomás ápoló, egészségügyi szakoktató, gyógytornász, közegészségügyi-járványügyi felügyelő, mentőtiszt, optometrista, védőnő.
2000. január 1-jével a HIETE a Semmelweis Egyetem része lett, annak Egészségtudományi és Főiskolai Karaként, 2001 utolsó napjával azonban Országos Gyógyintézeti Központ néven az egyes tevékenységi körök ismét önálló szervezetben működtek tovább 2007. augusztus 1-ig, az Állami Egészségügyi Központ létrehozásáig.